# اشیاء بی‌ال لکرتی

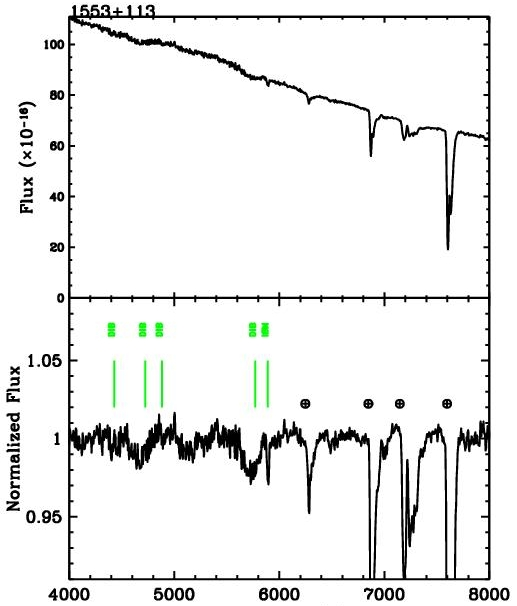
طیف نوری شیء بی‌ال لک پی‌جی ۱۵۵۳+۱۱.

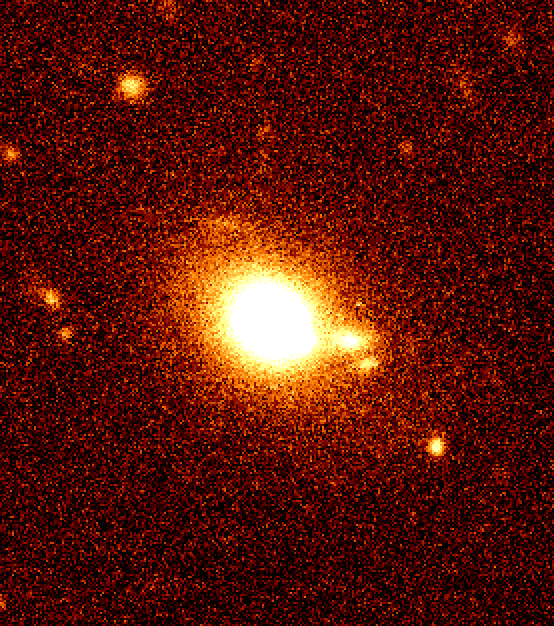
شیء بی‌ال لک اچ ۰۳۲۳ + ۰۲۲ تصویر در ESO NTT گرفته شده (فیلتر R). کهکشان میزبان و دیگر اجسام نزدیک قابل مشاهده است. (z=۰٫۱۴۷) فیلتر R.

اشیاء بی‌ال لکرتی یا شیء بی‌ال لک (انگلیسی: BL Lacertae object)، یک نوع هسته کهکشانی فعال (AGN)، یا کهکشانی با چنین هسته‌ای است که به نام نخستین نمونهٔ آن بی‌ال لکرتی (BL Lacertae) نامگذاری شده‌است. در مقایسه با دیگر انواع هسته‌های کهکشانی فعال، اشیاء بی‌ال لک با تغییرات بزرگ و سریع، دامنهٔ شار و قطبش قطر قابل توجهی که دارند مشخص می‌شوند. به‌دلیل وجود این خصوصیت‌ها، نمونهٔ اولیهٔ کلاس بی‌ال لک‌ها در ابتدا به عنوان یک ستاره متغیر شناخته شده‌بود. اشیاء بی‌ال لک در مقایسه با هسته‌های فعال درخشان؛ (اختروش‌ها)، با خطوط انتشار قوی، طیف‌هایی را تحت پوشش قرار می‌دهند که در یک محدوده انتشار بی‌نظیر نسبتاً ظاهری در کل محدوده الکترومغناطیسی قرار دارند. این فقدان خطوط طیفی به لحاظ تاریخی مانع از شناسایی ماهیت بی‌ال لک‌ها شد و نشان داد که در تعیین فاصلهٔ آن‌ها مشکل این بوده‌است.
در طرح یکپارچهٔ رادیویی هسته‌های فعال کهکشانی، پدیده‌شناسی هسته‌ای مشاهدهٔ رفتار بی‌ال لک‌ها را به عنوان اثر ناشی از جت نسبی گرایی که به خط دید ناظر نزدیک است، تفسیر می‌شود.